# Obsession
För sången, se Obsession (sång).
Obsession är ett flipperspel som utvecklades av Unique Development Studios och släpptes 1994 till Atari STE (spelet fungerar även på Atari Falcon) och Amiga.
I spelet ingår fyra olika flipperbord, nämligen Aquatic Adventure, Balls 'n Bats, Desert Run och X-ile Zone.